# Roman Lentner
Roman Lentner (15. prosince 1937, Chropaczów – 15. března 2023, Berlín) byl polský fotbalista, útočník, levé křídlo.

## Fotbalová kariéra
Hrál v polské nejvyšší soutěži za Górnik Zabrze, nastoupil ve 239 ligových utkáních a dal 72 gólů. S Górnikem Zabrze získal osmkrát mistrovský titul a třikrát polský fotbalový pohár.  V Poháru mistrů evropských zemí nastoupil v 19 utkáních a dal 2 góly. Za reprezentaci Polska nastoupil v letech 1957–1966 ve 32 utkáních a dal 7 gólů. V roce 1960 byl členem polského týmu na olympiádě v Římě, nastoupil ve 3 utkáních.

## Ligová bilance
| Ročník                | Zápasy | Góly | Klub          |
| --------------------- | ------ | ---- | ------------- |
| Ekstraklasa 1956      | 8      | 3    | Górnik Zabrze |
| Ekstraklasa 1957      | 22     | 13   | Górnik Zabrze |
| Ekstraklasa 1958      | 13     | 6    | Górnik Zabrze |
| Ekstraklasa 1959      | 12     | 4    | Górnik Zabrze |
| Ekstraklasa 1960      | 20     | 10   | Górnik Zabrze |
| Ekstraklasa 1961      | 26     | 11   | Górnik Zabrze |
| Ekstraklasa 1962      | 12     | 2    | Górnik Zabrze |
| Ekstraklasa 1962/1963 | 21     | 4    | Górnik Zabrze |
| Ekstraklasa 1963/1964 | 23     | 4    | Górnik Zabrze |
| Ekstraklasa 1964/1965 | 20     | 6    | Górnik Zabrze |
| Ekstraklasa 1965/1966 | 24     | 4    | Górnik Zabrze |
| Ekstraklasa 1966/1967 | 11     | 1    | Górnik Zabrze |
| Ekstraklasa 1967/1968 | 24     | 4    | Górnik Zabrze |
| Ekstraklasa 1968/1969 | 3      | 0    | Górnik Zabrze |
| CELKEM Ekstraklasa    | 239    | 72   |               |